# Arbeitsgericht Vohenstrauß
Das Arbeitsgericht Vohenstrauß war ein bayerisches Arbeitsgericht mit Sitz in Vohenstrauß.

## Geschichte
Gemäß Arbeitsgerichtsgesetz vom 23. Dezember 1926 wurden in Deutschland Arbeitsgerichte gebildet. Diese waren nur in der ersten Instanz organisatorisch selbstständige Gerichte, die Landesarbeitsgerichte waren den Landgerichten zugeordnet. Am Landgericht Weiden entstand so 1927 das Landesarbeitsgericht Weiden als eines von 23 Landesarbeitsgerichten in Bayern. In Vohenstrauß entstand das Arbeitsgericht Vohenstrauß als eines von sechs Arbeitsgerichten des Landesarbeitsgerichts. Sein Sprengel umfasste den Gerichtsbezirk des Amtsgerichts Vohenstrauß. Es bestand eine allgemeine Kammer für Arbeiter und Angestellte und eine Kammer für das Handwerk.
Bereits 1929 wurde die Zahl der Arbeitsgerichte deutlich reduziert. Das Arbeitsgericht Vohenstrauß wurde aufgehoben und sein Sprengel dem Arbeitsgericht Weiden in der Oberpfalz zugeordnet.